# Gorenji Podboršt
Gorenji Podboršt – wieś w Słowenii, w gminie Mirna Peč. W 2018 roku liczyła 86 mieszkańców.